# Baker (Montana)
Baker ist eine Stadt im US-Bundesstaat Montana, Vereinigte Staaten und Verwaltungssitz des Fallon County.
Die Stadt wurde nach A. G. Baker benannt, einem Ingenieur der Chicago, Milwaukee, St. Paul and Pacific Railroad.

## Geografie
Baker liegt im äußersten Osten Montanas, nahe der Grenze zu North Dakota. Das Stadtgebiet hat eine Größe von 2,77 km², wobei hiervon 2,51 km² Land- und 0,26 km² Wasserfläche sind.
Im Jahr 2010 betrug die Einwohnerzahl 1.741.

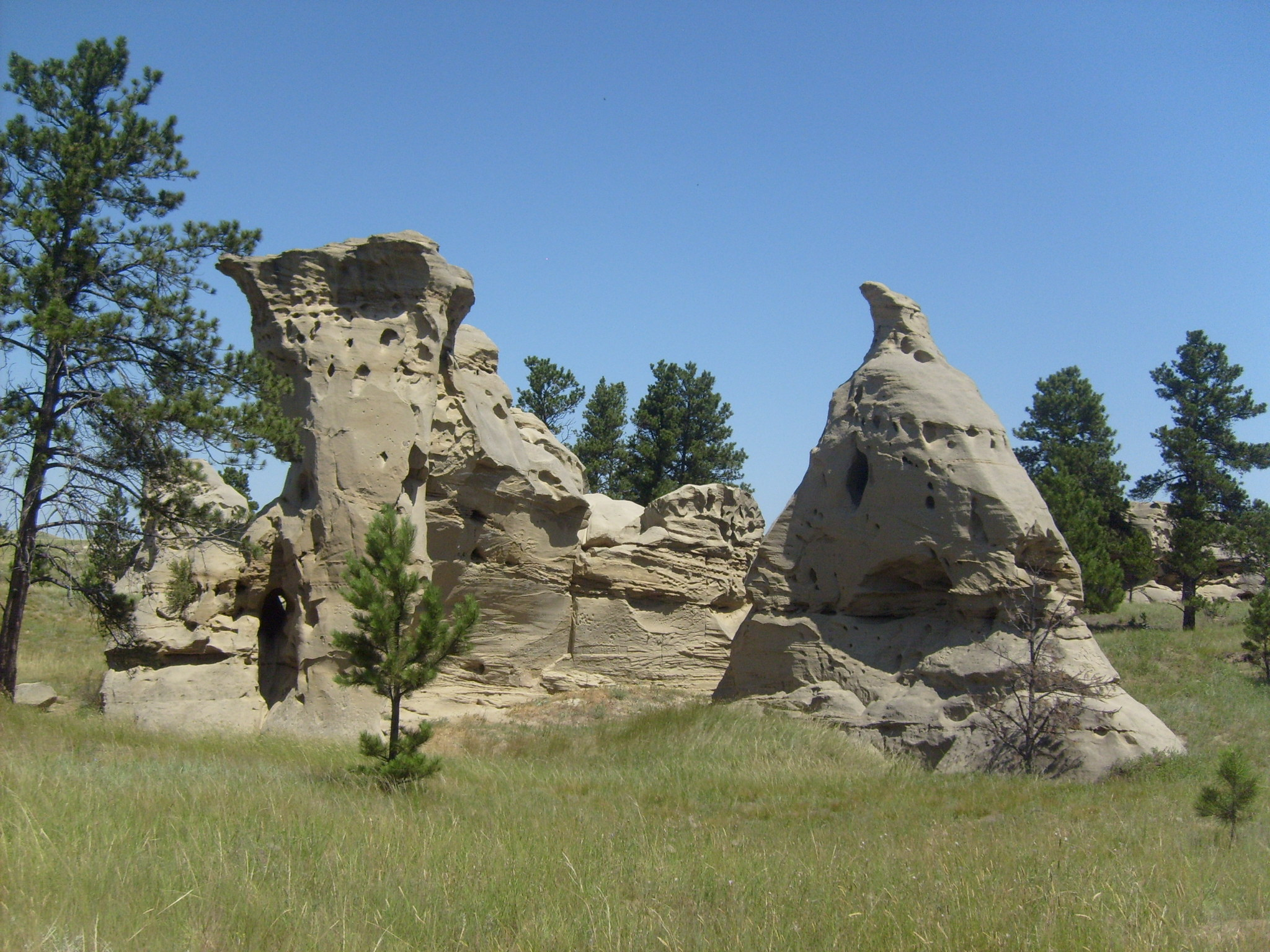
Sandsteinfelsen im südlicher gelegenen Medicine Rocks State Park

Ein wesentliches Merkmal der Landschaft ist Sandstein. So entstanden durch Flussablagerungen im südlicher gelegenen Carter County bis zu 15 m hohe Sandsteinfelsen, die heute als Teil des Medicine Rocks State Parks unter Schutz stehen.
Ungefähr 2 km südöstlich von Baker befindet sich der Baker Municipal Airport.

### Klima
Da das Klima in Baker semiarid ist, sind die langen Winter gewöhnlicherweise kalt und trocken, während die Sommer heiß und nass sind.
|                       | Jan   | Feb   | Mär  | Apr  | Mai  | Jun  | Jul  | Aug  | Sep  | Okt  | Nov  | Dez   |   |       |
| Mittl. Tagesmax. (°C) | −2,2  | −0,4  | 5,8  | 14,3 | 18,9 | 24,4 | 31,6 | 30,2 | 23,2 | 14,4 | 6,5  | 0,2   | ⌀ | 14    |
| Mittl. Tagesmin. (°C) | −14,4 | −12,6 | −6,6 | 0,4  | 5,4  | 10,5 | 15,2 | 13,7 | 7,0  | 0,2  | −7,2 | −12,2 | ⌀ | 0     |
|                       |       |       |      |      |      |      |      |      |      |      |      |       |   |       |
| Niederschlag (mm)     | 11,2  | 8,9   | 15,2 | 32,3 | 52,8 | 76,5 | 45,5 | 32,0 | 34,3 | 24,6 | 11,4 | 10,4  | Σ | 355,1 |
|                       |       |       |      |      |      |      |      |      |      |      |      |       |   |       |
| Regentage (d)         | 5     | 4     | 5    | 6    | 8    | 10   | 7    | 5    | 5    | 5    | 4    | 4     | Σ | 68    |

| −14,4 |

| −12,6 |

| −6,6 |

| 0,4 |

| 5,4 |

| 10,5 |

| 15,2 |

| 13,7 |

| 7,0 |

| 0,2 |

| −7,2 |

| −12,2 |

| −14,4 |

| −12,6 |

| −6,6 |

| 0,4 |

| 5,4 |

| 10,5 |

| 15,2 |

| 13,7 |

| 7,0 |

| 0,2 |

| −7,2 |

| −12,2 |

## Geschichte
Baker wurde entlang der Bahnstrecke der Chicago, Milwaukee, St. Paul and Pacific Railroad an einem See erbaut, der die Dampflokomotiven mit Wasser versorgte. Dieser See heißt heute Lake Baker und wird zu einem Großteil von der Stadt umschlossen. Für kurze Zeit hieß der Ort noch Lorraine, ehe er zu Ehren des Ingenieurs A. G. Baker umbenannt wurde.
Es konnten zahlreiche Siedler in das Gebiet um Baker gelockt werden, wodurch  die Einwohnerzahl stieg und eine große Gemeinschaft von Trockenfeldbauern entstand. Nachdem im Jahr 1912 nahe Baker Erdöl und Erdgas gefunden wurden, erlebte die Stadt erneut einen Bevölkerungszuwachs. 1920 hatte Baker bereits mehr als 1000 Einwohner, und die Zahl wuchs bis 1970 auf über 2500 an. Obwohl es immer noch zahlreiche Gasquellen im Umland gibt, schrumpfte die Einwohnerzahl seitdem wieder.

## Söhne und Töchter der Stadt
- Irene Lentz (1900–1962), US-amerikanische Kostümbildnerin